# Condat (Lot)
Condat é uma comuna francesa na região administrativa de Occitânia, no departamento de Lot. Estende-se por uma área de 6,12 km². Em 2010 a comuna tinha 421 habitantes (densidade: 68,8 hab./km²).